# Solanum tobagense
Solanum tobagense är en potatisväxtart som först beskrevs av Noel Yvri Sandwith, och fick sitt nu gällande namn av Lynn Bohs. Solanum tobagense ingår i släktet skattor som ingår i familjen potatisväxter. IUCN kategoriserar arten globalt som nära hotad. Inga underarter finns listade i Catalogue of Life.